# James J. Wilson
James Jefferson Wilson (* 1775 im Essex County, Province of New Jersey; † 28. Juli 1824 in Trenton, New Jersey) war ein US-amerikanischer Politiker (Demokratisch-Republikanische Partei), der den Bundesstaat New Jersey von 1815 bis 1821 im US-Senat vertrat.
James Wilson besuchte die öffentlichen Schulen im Essex County und betätigte sich anschließend im Zeitungsgewerbe. Von 1801 bis 1824 war er Redakteur und Herausgeber des in Trenton erscheinenden True American. Während dieser Zeit war er zunächst auch Verwaltungsbeamter in der New Jersey General Assembly, ehe er eine militärische Laufbahn einschlug. In der Miliz von New Jersey diente er 1806 als Captain; später war er von 1810 bis 1812 sowie erneut im Jahr 1814 oberster militärischer Befehlshaber (Adjutant General) von New Jersey im Rang eines Brigadegenerals. Von 1821 bis 1824 amtierte er dann als Generalquartiermeister von New Jersey.
Sein erstes öffentliches Amt übernahm Wilson 1808 als Vormundschafts- und Nachlassrichter (Surrogate) im Hunterdon County. Von 1809 bis 1811 war er Abgeordneter im Parlament seines Staates. Schließlich wurde er für die Democratic Republicans in den US-Senat gewählt, wo er vom 4. März 1815 bis zu seinem Rücktritt am 8. Januar 1821 verblieb. Er legte sein Mandat vorzeitig nieder, nachdem er beim Versuch der Wiederwahl an Samuel L. Southard gescheitert war. Während seiner Zeit im Senat war Wilson unter anderem Vorsitzender des Postausschusses.
Nach seinem Abschied aus dem Kongress wurde James Wilson noch im selben Jahr zum Postmeister von Trenton berufen. Dort starb er drei Jahre darauf. Eine 1909 in der Militärakademie West Point aufgestellte Statue erinnert an den ehemaligen Senator.